# Haludaria
Haludaria è un genere di pesci ossei d'acqua dolce appartenente alla famiglia Cyprinidae.

## Distribuzione e habitat
Sono distribuiti in India sudoccidentale in torrenti di montagna o comunque in acque correnti.

## Specie
Il genere ha 4 specie:
- Haludaria afasciata
- Haludaria fasciata
- Haludaria kannikattiensis
- Haludaria melanampyx